# Trichocentrum fuscum
La Trichocentrum fuscum  es una especie de orquídeas del género de las Oncidium, de la subfamilia Epidendroideae perteneciente a la  familia de las (Orchidaceae). 

## Nombre común
- Español:
- Inglés:

## Sinonimia
- Acoidium fuscum Lindl. (1837)
- Trichocentrum cornucopiae Linden & Rchb.f. (1866)
- Trichocentrum fuscum var. krameri Rchb.f. (1885)
- Trichocentrum cornucopiae var. fuscatum Porsch (1908)